# جون مايهيو
جون مايهيو (بالإنجليزية: John Mayhew)‏ هو طبال بريطاني، ولد في 27 مارس 1947 في إبسوتش في المملكة المتحدة، وتوفي في 26 مارس 2009 في غلاسكو في المملكة المتحدة.

## وصلات خارجية
- جون مايهيو على موقع ميوزك برينز (الإنجليزية)
- جون مايهيو على موقع ديسكوغز (الإنجليزية)